# John Lott (Mathematiker)
John William Lott  (* 12. Januar 1959 in Rolla, Missouri) ist ein US-amerikanischer Mathematiker.

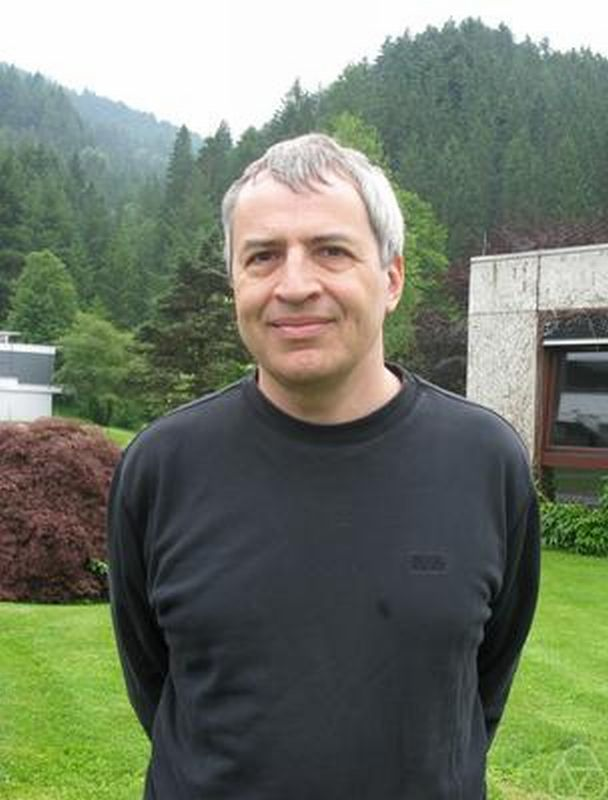
John Lott, Oberwolfach 2010

Lott studierte am Massachusetts Institute of Technology (Bachelor-Abschluss 1978) und  an der University of California, Berkeley (Masterabschluss in Mathematik 1980, in Physik 1981), wo er 1983 bei Isadore Singer promoviert wurde (Applications of Heat Kernel Expansions of Quantum Field Theory). Danach war er bis 1985 als Post-Doc an der Harvard University und 1985 bis 1987 am IHES. 1987 wurde er Assistant Professor, 1989 Associate Professor und 1996 Professor an der University of Michigan. Seit 2009 ist er Professor in Berkeley. Er war mehrfach als Gastwissenschaftler am IHES, MSRI (wo er 2001 und 2004 auf einer Forschungsprofessur war) und am Max-Planck-Institut für Mathematik.
Lott befasst sich mit Differentialgeometrie, anfangs vor allem in der mathematischen Physik in der Theorie der Yang-Mills-Felder, der Supersymmetrie und Nicht-Kommutativer Geometrie. Mit Cédric Villani beschäftigte er sich mit Anwendung optimalen Transports auf die Ricci-Krümmung in allgemeinen metrischen Räumen.
Er war mit Bruce Kleiner Mitglied eines der Teams, die Grigori Perelmans Beweis der Poincaré-Vermutung überprüften und hielt die Laudatio auf Perelman bei der Fields-Medaillen-Verleihung 2006 auf dem Internationalen Mathematikerkongress in Madrid.
1989 bis 1991 war er Sloan Research Fellow und 1991/92 Alexander von Humboldt Fellow. 2013 erhielt er gemeinsam mit Bruce Kleiner den NAS Award for Scientific Reviewing.

## Schriften (Auswahl)
- mit Alain Connes: Particle models and noncommutative geometry. In: Nuclear Physics B. Proceedings Supplements. Bd. 18, Nr. 2, 1991, S. 29–47, doi:10.1016/0920-5632(91)90120-4.
- Heat kernels on covering spaces and topological invariants. In: Journal of Differential Geometry. Bd. 35, Nr. 2, 1992, S. 471–510, doi:10.4310/jdg/1214448084.
- Superconnections and higher index theory. In: Geometric and Functional Analysis. Bd. 2, Nr. 4, 1992, S. 421–454.
- mit Jean-Michel Bismut: Flat vector bundles, direct images and higher real analytic torsion. In: Journal of the American Mathematical Society. Bd. 8, Nr. 2, 1995, S. 291–363, doi:10.2307/2152820.
- mit Wolfgang Lück: {\displaystyle L^{2}}-Topological invariants of 3-manifolds. In: Inventiones Mathematicae. Bd. 120, Nr. 1, 1995, S. 15–60.
- mit Bruce Kleiner: Notes on Perelman's papers. In: Geometry & Topology. Bd. 12, Nr. 5, 2008, S. 2587–2855, doi:10.2140/gt.2008.12.2587.
- mit Cédric Villani: Ricci curvature for metric-measure spaces via optimal transport. In: Annals of Mathematics. Serie 2, Bd. 169, Nr. 3, 2009, S. 903–991, JSTOR:25662148.
- Optimal transport and Perelman's reduced volume. In: Calculus of Variations and Partial Differential Equations. Bd. 36, Nr. 1, 2009, S. 49–84, doi:10.1007/s00526-009-0223-8.